# 沈璞
沈璞（416年—453年）字道真，吳興武康人，刘宋官員，沈林子幼子，《宋书》作者沈约之父。

## 生平
張邵擔任吳興太守時，沈璞被任命为主簿，後沈璞又擔任南平王劉鑠的左常侍。
元嘉17年（440年），始興王劉濬擔任揚州刺史後，任命沈璞為主簿。後沈璞任始兴国大农令、秣陵令、宣威将军、盱眙太守。
元嘉27年（450年），北魏太武帝率领数十万大军南下，兵臨沈璞所在的盱眙。沈璞成功守住盱眙，迫使北魏太武帝撤軍。之後沈璞被任命为淮南太守。
元嘉30年（453年），刘劭殺死宋文帝後稱帝，宋孝武帝起兵推翻劉劭統治並占领都城建康，結果沈璞被指控為劉濬、刘劭同黨而遭到處決。

## 外部連結
- 『宋书』卷100 列傳第60
- 『南史』巻57 列傳第47